# Artenacia jaurella
Artenacia jaurella är en fjärilsart som beskrevs av Pierre Chrétien 1905. Artenacia jaurella ingår i släktet Artenacia och familjen spinnmalar. Inga underarter finns listade i Catalogue of Life.